# Mostra dei sette di Brera

Aldo Carpi

La «Mostra dei sette di Brera» fu un'esposizione collettiva di pittura che si tenne nel dicembre del 1937 a Milano, nella Galleria Pesaro. Parteciparono sette giovani pittori allievi di Aldo Carpi all'Accademia di Brera: Raffaele Albertella, Amedeo Angilella, Carlo Martini, Dino Pasotti e sua moglie Delia Rossi Pasotti, Umberto Rognoni e Leo Spaventa Filippi. La mostra si chiuse tragicamente con il suicidio di Lino Pesaro, divenendo così l'ultima mostra ospitata nella sua galleria.

## L'esposizione
L'esposizione si tenne dal 18 al 31 dicembre 1937 nella Galleria Pesaro, gestita negli ambienti del Palazzo Poldi Pezzoli dal noto collezionista, mercante d'arte e talent-scout Lino Pesaro, che fu anni prima fra gli ispiratori del movimento Novecento.
I sette partecipanti erano giovani pittori che all'Accademia di Brera erano stati allievi di Aldo Carpi, il quale per questa mostra curò la presentazione e firmò il catalogo. 
Essi, a detta dello stesso Carpi, non erano legati da particolari affinità artistiche, ma solo da reciproca stima: «Ciò che qui li ha riuniti non è spirito di tendenza, quanto simpatia di camerati che tra di loro si stimano». In «quella sorta di rendez-vous di ex-studenti», «le dissomiglianze degli artisti rendono forse più cordiale il cameratismo dei condiscepoli».
Ad esclusione di Albertella, che, impegnato contemporaneamente in un'altra esposizione personale a Cannobio, poté far pervenire solo sei dipinti, e di Martini, che ne espose ventitré (oltre ad alcuni disegni), gli altri artisti portarono all'esposizione una dozzina di lavori ciascuno, per un totale di un centinaio fra olii, acquarelli, acqueforti e disegni.

## Il successo di critica

Leonardo Borgese

Nonostante la giovane età dei partecipanti, l'esposizione ottenne un certo successo di critica.
Sul Corriere della Sera apparve una lusinghiera recensione di Leonardo Borgese, che notò le affinità e la complementarità stilistica di Pasotti e della Rossi, la solidità nel disegno di Rognoni («pur con accentuazioni forse eccessive di iridescenze e riflessi nei nudi»), la «raffinata ingenuità» e il primitivismo di Albertella, l'impressionismo e le ricerche cromatiche di Martini, i «caratteri di poetica intimità e di squisita sensibilità cromatica» di Spaventa Filippi, nonché l'immediatezza, l'estemporaneità e la rapida mutevolezza luministica di Angilella.

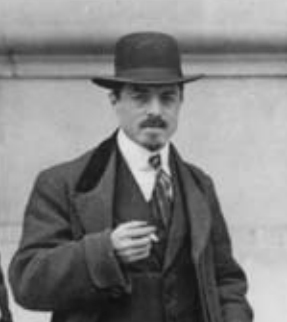
Carlo Carrà

Analoghe le considerazioni svolte in una recensione non firmata apparsa su Il Popolo d'Italia, mentre Carlo Carrà, dalle colonne de L'Ambrosiano, accanto ad un favorevole giudizio su Spaventa Filippi («uno dei giovani pittori che abbiamo il vanto di aver segnalato fin dalle prime prove)», in netta antitesi rispetto a quanto scritto da Borgese criticò apertamente Angilella (il quale «offre un gruppo di paesaggi, in cui l'osservazione del vero prende spesso gli aspetti di un'analisi fin troppo minuta. Da ciò deriva un che di grafico e di egualità nei rapporti che nuoce all'insieme. In sostanza si desidererebbe un po' più di abbandono alla sensazione prima, che per sua natura è sempre di carattere sintetico») per quegli aspetti di realismo che furono invece apprezzati da Carpi, che nella presentazione alla mostra scrisse di lui: «La sua pittura analitica, tenuta su tonalità realistiche ben controllate, denota in lui una serenità di visione e la volontà di approfondire le forme».

## Il suicidio di Pesaro
L'esposizione fu l'ultima prima della chiusura della Galleria Pesaro e fu l'ultima iniziativa del suo patron: proprio il 31 dicembre, ultimo giorno dell'esposizione, Lino Pesaro, di origine ebraica, si suicidò (a detta dei presenti) a causa delle persecuzioni che avrebbero portato pochi mesi dopo alla promulgazione delle leggi razziali. Infatti Angilella, in una lettera del 1996, indirizzata al critico e storico dell'arte Giorgio Di Genova e da lui pubblicata sulla sua Storia dell'arte italiana del '900, dichiarò: «Proprio la sera dell'ultimo giorno dell'esposizione è entrato un tizio, non so chi fosse, che con aria disperata ha annunciato che il proprietario si era suicidato perché in quel periodo gli ebrei erano perseguitati. Altro non posso dire, non era quello il tempo in cui si potessero fare commenti, quindi la cosa per noi sette è finita lì».

## Le acquisizioni della Provincia e della Galleria d'arte moderna

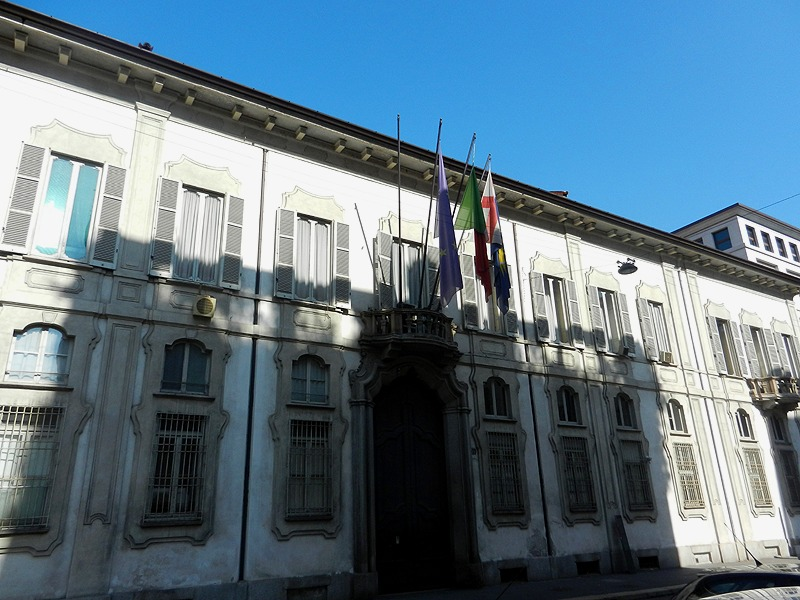
Palazzo Isimbardi, sede della Provincia di Milano

Oltre al discreto successo critico, la mostra fu anche occasione per le opere di alcuni di questi artisti di essere notate da alcune istituzioni milanesi: la Galleria d'arte moderna acquistò infatti un olio di Albertella (Studio di un cavallo), uno di Angilella (Cascata in montagna) e uno di Spaventa Filippi (Natura morta).
Alla Provincia di Milano, attiva in quegli anni in una politica di acquisizioni in occasione delle principali esposizioni d'arte cittadine, venne proposto dalla Galleria Pesaro l'acquisto di un'opera selezionata per ciascun artista, ad esclusione di Delia Rossi Pasotti: nel gennaio del 1938 fu comunicato di aver «prescelto il Rognoni [non potendo] fare di più per ragioni di bilancio e anche perché siamo già in possesso, per acquisti precedenti, di quadri del Martini». L'opera di Rognoni, Case di campagna, venne dunque acquistata dall'ente per la sua collezione d'arte dietro pagamento di 1000 lire. Ciononostante, pochi mesi dopo la Provincia deliberò l'acquisto di altri due dipinti: Fiori di Angilella e Porto di Genova di Martini, al prezzo di 250 lire ciascuno.